# مارکوس (پسر باسیلیسکوس)
مارکوس (انگلیسی: Marcus; ۱ ژانویهٔ ۰۵۰۰ – ۱ ژانویهٔ ۰۴۷۶) پسر باسیلیسکوس اهل امپراتوری بیزانس بود.